# Jimmy Delshad
Jamshid "Jimmy" Delshad (en persa: جمشید دلشاد‎) es un político iraní-Americano en el Estado de California. Se convirtió en Alcalde de Beverly Hills el 21 de marzo de 2007 y otra vez el 16 de marzo de 2010.  Es el primer iraní-Americano en ostentar un cargo público en Beverly Hills. 

## Biografía
Delshad dejó Shiraz, Irán en 1959 y llegó a los Estados Unidos de América con sus hremanos. Estudió en la University of Minnesota y recibió su licenciatura en la California State University, Northridge.  Fundó una compañía tecnológica en 1978.  
En 1990 se convirtió en el primer judío persa en ser elegido presidente del Sinai Temple, la más grande y antigua congregación de judíos conservadores. 
En 2003 fue elegido concejal de Beverly Hills, y llegó a ser alcalde en 2007. El 16 de marzo de 2010, Delshad empezó su segundo mandato como alcalde de Beverly Hills.